# IC 5299
IC 5299 ist eine Galaxie vom Hubble-Typ S? im Sternbild Pegasus am Nordsternhimmel. Sie ist schätzungsweise 521 Millionen Lichtjahre von der Milchstraße entfernt und hat einen Durchmesser von etwa 60.000 Lj. 

Im selben Himmelsareal befindet sich u. a. die Galaxie IC 5300.
Das Objekt wurde am 23. November 1899 von Stéphane Javelle.